# Stanisław Gieysztor
Stanisław Gieysztor (ur. 15 września 1891 w Warszawie, zm. w listopadzie 1940 w KL Auschwitz) – kapitan artylerii Wojska Polskiego, podpułkownik pożarnictwa, komendant Warszawskiej Straży Ogniowej, zastępca komendanta głównego Strażackiego Ruchu Oporu „Skała”, Skarbnik Zarządu Okręgu Stołecznego Związku Legionistów Polskich od 1937 roku.

## Życiorys
Uczęszczał do gimnazjum gen. Chrzanowskiego w Warszawie. Działał wówczas w tajnych organizacjach szkolnych, a następnie w Związku Młodzieży Polskiej „Zet”. W latach 1908–1911 studiował w Szkole Mechaniczno-Technicznej im. Wawelberga i Rotwanda w Warszawie. W 1911 podjął studia w Instytucie Elektrotechniczno-Mechanicznym w Nancy we Francji. W 1914 powrócił do Polski.
Po wybuchu I wojny światowej 6 sierpnia 1914 wymaszerował z Krakowa w składzie 3. plutonu 1 Kompanii Kadrowej. Uczestniczył w walkach z Rosjanami w składzie Legionów Polskich Józefa Piłsudskiego. Został ranny pod Uściskami. Pod koniec wojny został członkiem Polskiej Organizacji Wojskowej. Jednocześnie w 1918 objął funkcję naczelnika Ochotniczej Straży Pożarnej w Janowie Lubelskim.
Po odzyskaniu niepodległości wstąpił do odrodzonego Wojska Polskiego. Uczestniczył w wojnie polsko-bolszewickiej 1919–1920 jako oficer artylerii. Od września 1922 do kwietnia 1925 pełnił obowiązki komendanta Wojskowej Straży Pożarnej w 2 pułku artylerii polowej Legionów w Kielcach, kończąc równocześnie kurs dla instruktorów pożarniczych w wojsku. Następnie pełnił służbę w 1 pułku artylerii najcięższej. W marcu 1932 został przeniesiony do Dowództwa Okręgu Korpusu Nr I w Warszawie. W kwietniu 1933 został przeniesiony do Korpusu Ochrony Pogranicza. 31 stycznia 1935 został przeniesiony z KOP w stan nieczynny na okres trzech miesięcy, bez prawa do poborów. Odbył w tym czasie praktykę pożarniczą w Warszawskiej Straży Ogniowej na stanowisku dowódcy oddziału. W 1935 przeszedł do rezerwy. W tym samym roku ukończył uzupełniające kursy pożarnicze, odbywając jednocześnie praktykę pożarniczą w Straży Pożarnej w Łodzi. Został następnie kierownikiem referatu wyszkoleniowego w Związku Straży Pożarnych RP. W kolejnych latach przeszedł praktyki pożarnicze w Berlinie i Dreźnie.

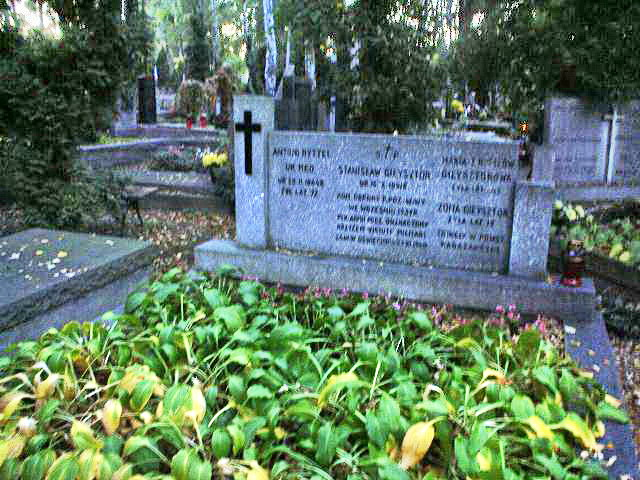
Grób Stanisława Gieysztora na cmentarzu Wojskowym na Powązkach w Warszawie

1 stycznia 1936 objął stanowisko komendanta Warszawskiej Straży Ogniowej. W związku ze zbliżającą się wojną z Niemcami kierował pracami przygotowawczymi do obrony Warszawy.
Podczas oblężenia stolicy we wrześniu 1939 kierował obroną przeciwpożarową, współpracując z dowództwem obrony przeciwlotniczej i Komendą Obrony Miasta. Wchodził wówczas w skład biura Komisarza Cywilnego Obrony Warszawy, Stefana Starzyńskiego. Za obronę Warszawy został odznaczony Orderem Virtuti Militari.
23 grudnia 1939 był jednym ze współzałożycieli Strażackiego Ruchu Oporu „Skała”, zostając zastępcą komendanta głównego organizacji. W 1940 został aresztowany przez Gestapo, osadzony na Pawiaku. 15 sierpnia osadzony w niemieckim obozie koncentracyjnym Auschwitz, gdzie został zamordowany w listopadzie tego roku. Jego grób znajduje się na cmentarzu Wojskowym na Powązkach (kwatera A22-tuje-1/2).

## Awanse
- porucznik – ze starszeństwem z dniem 1 sierpnia 1920
- kapitan – 27 stycznia 1930 ze starszeństwem z dniem 1 stycznia 1930 i 54 lokatą w korpusie oficerów artylerii

## Ordery i odznaczenia
- Krzyż Srebrny Orderu Wojennego Virtuti Militari
- Krzyż Niepodległości (15 czerwca 1932)[9]
- Srebrny Krzyż Zasługi (10 listopada 1928)[10]
- Medal Pamiątkowy za Wojnę 1918–1921[11]
- Medal Dziesięciolecia Odzyskanej Niepodległości[11]
- Odznaka za Rany i Kontuzje[11]
- Odznaka Pamiątkowa „Pierwszej Kadrowej”[12]
- Odznaka 1 Pułku Artylerii Najcięższej[11]
- Order Gwiazdy Białej IV klasy (Estonia, 18 lipca 1938)[13]
- Medal 10 Rocznicy Wojny Niepodległościowej (Łotwa, 1929)[14]